# 李長寿
李 長寿（李長壽、り ちょうじゅ、生年不詳 - 534年）は、北魏末の軍人。本貫は伊川郡。

## 経歴
北魏の汝南郡太守の李伯扶の子として生まれた。性格は剛毅で、武芸を得意とし、諸民族の首長たちと交際した。孝昌年間、防蛮都督となり、諸民族を抑えて、伊川郡周辺の治安を保った。永安年間以後、反乱者たちを呼び集めて、自己の勢力を扶植した。持節・大都督となり、張白塢に駐屯した。後に河北郡太守となり、河内郡太守に転じた。反乱の鎮圧でたびたび功績を挙げた。衛大将軍・北華州刺史となり、清河郡公の爵位を受けた。534年（永熙3年）、孝武帝が関中に入ると、長寿は兵を率いて東魏に抵抗した。潁川郡太守に任じられ、広州刺史に転じた。東魏の行台侯景の進攻を受け、城が陥落すると殺害された。535年（大統元年）、使持節・太尉・侍中・驃騎大将軍・都督冀定等十二州諸軍事・定州刺史の位を追贈された。
子に李延孫があった。また娘があり、韋祐にとついだ。

## 伝記資料
- 『周書』巻43 列伝第35
- 『北史』巻66 列伝第54